# Partido Progresista Unido (Barbados)
El Partido Progresista Unido (en inglés: United Progressive Party), abreviado como UPP, es un partido político barbadense de ideología progresista establecido en febrero de 2016 y lanzado en noviembre de 2017. Esencialmente una escisión del Partido Laborista de Barbados (BLP), el UPP disputó las elecciones generales de 2018, con Lynette Eastmond, pero fracasó en obtener escaños en la Cámara de la Asamblea y se ubicó en cuarto puesto en términos de voto popular, con todos sus candidatos perdiendo sus depósitos electorales.
La formación defiende un enfoque económico de tercera vía que denomina «Economía Naranja», detallado en su manifiesto lanzado el 21 de noviembre de 2017. Su única representante previo a las elecciones fue Maria Agard, previamente electa como candidata del BLP,. que sin embargo abandonó el UPP antes de los comicios y no se presentó a la reelección en la circunscripción que representaba.
El 16 de enero de 2018, el UPP se fusionó con otro partido político menor, la Asociación de Acción Ciudadana (CAP).